# محمد شریف پاشا
محمد شریف پاشا (عربی: محمد شريف باشا؛ فوریه ۱۸۲۶ – ۲۰ آوریل ۱۸۸۷) یک سیاست‌مدار اهل مصر بود. 